# Ibn at-Tiqtaqà
Safí-d-Din Muhàmmad ibn Alí, més conegut com a Ibn at-Tiqtaqà (Bagdad, vers 1260 - ?) fou un historiador iraquià. Va escriure a Mossul un tractat d'història titulat Al-fakhri, que contenia la biografia dels califes i dels visirs fins a al-Mustàssim, dedicada a Fakhr-ad-Din Issa ibn Ibrahim de Mossul.